# Новач
Новач (рум. Novaci) — місто у повіті Горж в Румунії. Адміністративно місту підпорядковані такі села (дані про населення за 2002 рік):
- Берчешть (977 осіб)
- Почоваліштя (1399 осіб)
- Сітешть (396 осіб)
- Хірішешть (559 осіб)

Місто розташоване на відстані 208 км на північний захід від Бухареста, 35 км на північний схід від Тиргу-Жіу, 95 км на північ від Крайови.

## Населення
За даними перепису населення 2002 року у місті проживали 6105 осіб.
Національний склад населення міста:
| Національність   | Кількість осіб | Відсоток |
| ---------------- | -------------- | -------- |
| румуни           | 6064           | 99,3%    |
| цигани           | 35             | 0,6%     |
| угорці           | 5              | 0,1%     |
| росіяни-липовани | 1              | < 0,1%   |

Рідною мовою назвали:
| Мова      | Кількість осіб | Відсоток |
| --------- | -------------- | -------- |
| румунська | 6104           | > 99,9%  |
| російська | 1              | < 0,1%   |

Склад населення міста за віросповіданням:
| Релігія                             | Кількість осіб | Відсоток |
| ----------------------------------- | -------------- | -------- |
| православні                         | 6072           | 99,5%    |
| римо-католики                       | 18             | 0,3%     |
| адвентисти                          | 5              | 0,1%     |
| греко-католики                      | 4              | 0,1%     |
| п'ятдесятники                       | 3              | < 0,1%   |
| мусульмани                          | 2              | < 0,1%   |
| лютерани (Аугсбурзького сповідання) | 1              | < 0,1%   |

## Зовнішні посилання
- Дані про місто Новач на сайті Ghidul Primăriilor